# Ballymote
Ballymote (Baile an Mhóta in irlandese) è una market town in discreta espansione situata nella parte meridionale della Contea di Sligo, Irlanda. È un centro abitato storico, così come il Castello di Ballymote situato nei paraggi, costruito da Richard de Burgh intorno al 1300.